# Државни великодостојници (Уједињено Краљевство)
Државни великодостојници (енгл. Great Officers of State) су насљедна или именована лица у Уједињеном Краљевству која врше дворске и церемонијалне дужности.
Државни великодостојници су:
- Лорд високи стјуард (енгл. Lord High Steward)
- Лорд високи канцелар (енгл. Lord High Chancellor)
- Лорд високи благајник (енгл. Lord High Treasurer)[б]
- Лорд предсједник Савјета (енгл. Lord President of the Council)
- Лорд чувар Тајног печата (енгл. Lord Keeper of the Privy Seal или Lord Privy Seal)
- Лорд велики коморник (енгл. Lord Great Chamberlain)[в]
- Лорд високи констабл (енгл. Lord High Constable)
- Гроф маршал (енгл. Earl Marshal)[г]
- Лорд високи адмирал (енгл. Lord High Admiral)